# Tony Robbins

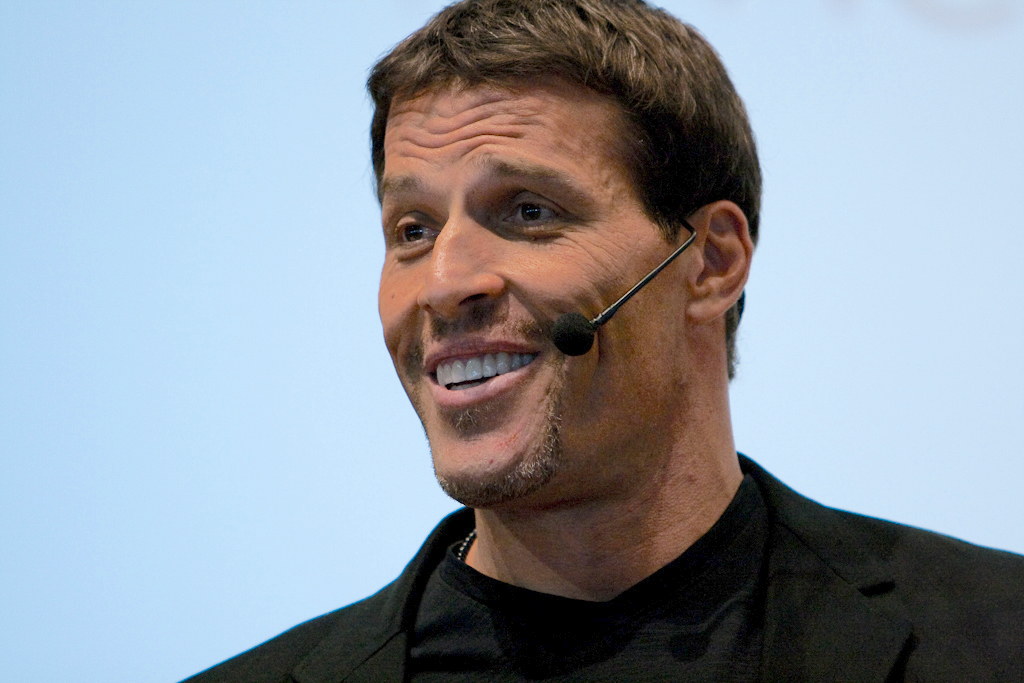
Tony Robbins 2009.

Tony Robbins, född som Anthony J. Mahavoric 29 februari 1960, är en amerikansk självhjälpsförfattare, entreprenör, filantrop och livscoach. Han har bland annat skrivit böckerna Unlimited Power och Awaken the Giant Within.

## Privatliv
1984 gifte sig Robbins med Rebecca "Becky" Jenkins efter att ha träffat henne på ett seminarium. Jenkins hade tre barn från två tidigare äktenskap, som Robbins adopterade. Robbins och Jenkins ansökte om skilsmässa 1998.